# 안주찬
안주찬(安周燦, 1962년 4월 10일 ~ )은 대한민국 제7·8대 경상북도 구미시의원이다.

## 학력
- 구평국민학교 졸업
- 인동중학교 졸업
- 구미전자공업고등학교 졸업
- 경남대학교 전자공학과 졸업

## 경력
- 육군 학사장교 중위 전역
- LG반도체 근무
- 조광종합상사 대표
- 인동중학교 총동창회 부회장
- 진평중학교 학부모회장
- 진평중학교 운영위원장
- 구미전자공업고등학교 동기회장
- 구미전자공업고등학교 총동창회 사업부장
- ㈜롯데리아 인동점 대표
- 인동농협 이사
- 구미시 공예협회 고문
- 한마음 봉사단 회원
- 한나라당 경북도당 홍보위원회 부위원장
- 진미동 발전협의회 회원
- 구미시 태권도협회 부회장
- 인동을 사랑하는 사람 부회장
- 새누리당 경북도당 구미시 을 당원협의회 자문위원
- 2014.07 ~ 2018.06 제7대 경상북도 구미시의회 의원
- 2014.07 ~ 2016.07 제7대 경상북도 구미시의회 전반기 의회운영위원회 위원
- 2014.07 ~ 2016.07 제7대 경상북도 구미시의회 전반기 기획행정위원회 위원
- 2014.07 ~ 2016.07 제7대 경상북도 구미시의회 전반기 예산결산특별위원회 위원
- 2016.07 ~ 2018.06 제7대 경상북도 구미시의회 후반기 기획행정위원회 위원
- 2016.07 ~ 2018.06 제7대 경상북도 구미시의회 후반기 의회운영위원회 위원장
- 2016.07 ~ 2018.06 제7대 경상북도 구미시의회 후반기 예산결산특별위원회 위원
- 인동동 체육회 고문
- 진미동 발전협의회 부회장
- 진평초등학교 선도단장
- 구미시 교육경비심의위원
- 구미시 용역과제심위원회 위원
- 2018.07 ~ 2022.06 제7대 경상북도 구미시의회 의원
- 2018.07 ~ 2020.07 제7대 경상북도 구미시의회 전반기 기획행정위원회 위원
- 2018.07 ~ 2020.07 제7대 경상북도 구미시의회 전반기 예산결산특별위원회 위원
- 2020.07 ~ 2022.06 제7대 경상북도 구미시의회 후반기 의회운영위원회 위원
- 2020.07 ~ 2022.06 제7대 경상북도 구미시의회 후반기 기획행정위원회 위원
- 2020.07 ~ 2022.06 제7대 경상북도 구미시의회 후반기 예산결산특별위원회 위원

## 역대 선거 결과
|  | 46.85% |

|  | 20.51% |

|  | 28.92% |

|  | 24.49% |